# Ohio Motor Car Company
Ohio Motor Car Company, vorher Jewel Carriage Company, war ein US-amerikanischer Hersteller von Automobilen.

## Unternehmensgeschichte
Die Jewel Carriage Company wurde 1909 gegründet. Der Sitz war in Cincinnati und das Werk in Carthage, beides in Ohio. J. F. Pratt war Präsident und Ralph E. Northway Vizepräsident. Im gleichen Jahr begann die Produktion von Automobilen. Der Markenname lautete Ohio, vom Hersteller oftmals OhiO geschrieben. 1910 begannen finanzielle Probleme. Mitte 1912 folgte die Insolvenz. Eine Reorganisation führte zur Umfirmierung in Ohio Motor Car Company. So hieß die bisherige Verkaufsorganisation. Pratt und Northway blieben im Amt. Im Dezember 1912 endete die Produktion. Northway, der inzwischen seine Northway Motor and Manufacturing Company an General Motors verkauft hatte und somit zu Geld gekommen war, übernahm das Unternehmen und setzte die Produktion mit der neuen Gesellschaft Crescent Motor Company fort. Es gab keine Verbindung zur Ohio Electric Car Company, die zwischen 1910 und 1918 den gleichen Markennamen verwendete.

## Fahrzeuge
Alle Fahrzeuge hatten einen Vierzylindermotor. Bis auf eine Ausnahme hatte das Fahrgestell immer 292 cm Radstand. Die zahlreichen Aufbauten erhielten unterschiedliche Modellbezeichnungen.
1910 gab es nur den Forty. Der Motor war mit 35/40 PS angegeben. Model 40-A war ein Tourenwagen mit fünf Sitzen, Model 40-C ein Suburban mit vier Sitzen und Model 40-D ein Toy Tonneau mit fünf Sitzen. Daneben gab es drei verschiedene Roadster. Model 40-E war viersitzig, Model 40-F dreisitzig und Model 40-G zweisitzig.
1911 erschien der Four als schwächeres Modell. Sein Motor leistete nur 28 PS. Der einzige Aufbau war ein dreisitziger Roadster. Im stärkeren Modell Forty leistete der Motor 40 PS. Model 40-C war ein Tourenwagen mit fünf Sitzen, Model 40-D war als Cl. C. mit fünf Sitzen bezeichnet, Model 40-F war ein Runabout mit zwei Sitzen, Model 40-G ein Torpedo mit ebenfalls zwei Sitzen, Model 40-H ein Coupé mit drei Sitzen, Model 40-J eine Limousine mit sieben Sitzen, Model 40-M ein Tourenwagen mit vorderen Türen und fünf Sitzen und Model 40-N war als Fore-Door Cl. C. mit fünf Sitzen bezeichnet.
1912 gab es nur noch den Forty. Die verschiedenen Aufbauten erhielten besondere Namen. Avondale und Clifton waren fünfsitzige Tourenwagen, der Euclid ein fünfsitziger Torpedo, der Grand Prix Bullet ein zweisitziger Roadster, der Grandin ein viersitziger Tonneau und der Ohio Service Car ein Lieferwagen. Der zweisitzige Speedster mit dem Namen Brighton Beach hatte nur 267 cm Radstand.

## Modellübersicht
| Jahr | Modell | Ausführung        | Zylinder | Leistung (PS) | Radstand (cm) | Aufbau                         |
| ---- | ------ | ----------------- | -------- | ------------- | ------------- | ------------------------------ |
| 1910 | Forty  | Model 40-A        | 4        | 35/40         | 292           | Tourenwagen 5-sitzig           |
| 1910 | Forty  | Model 40-C        | 4        | 35/40         | 292           | Suburban 4-sitzig              |
| 1910 | Forty  | Model 40-D        | 4        | 35/40         | 292           | Toy Tonneau 5-sitzig           |
| 1910 | Forty  | Model 40-E        | 4        | 35/40         | 292           | Roadster 4-sitzig              |
| 1910 | Forty  | Model 40-F        | 4        | 35/40         | 292           | Roadster 3-sitzig              |
| 1910 | Forty  | Model 40-G        | 4        | 35/40         | 292           | Roadster 2-sitzig              |
| 1911 | Four   |                   | 4        | 28            | 292           | Roadster 3-sitzig              |
| 1911 | Forty  | Model 40-C        | 4        | 40            | 292           | Tourenwagen 5-sitzig           |
| 1911 | Forty  | Model 40-D        | 4        | 40            | 292           | Cl. C. 5-sitzig                |
| 1911 | Forty  | Model 40-F        | 4        | 40            | 292           | Runabout 2-sitzig              |
| 1911 | Forty  | Model 40-G        | 4        | 40            | 292           | Torpedo 2-sitzig               |
| 1911 | Forty  | Model 40-H        | 4        | 40            | 292           | Coupé 3-sitzig                 |
| 1911 | Forty  | Model 40-J        | 4        | 40            | 292           | Limousine 7-sitzig             |
| 1911 | Forty  | Model 40-M        | 4        | 40            | 292           | Fore-Door Tourenwagen 5-sitzig |
| 1911 | Forty  | Model 40-N        | 4        | 40            | 292           | Four-Door Cl. C. 4-sitzig      |
| 1912 | Forty  | Avondale          | 4        | 40            | 292           | Tourenwagen 5-sitzig           |
| 1912 | Forty  | Brighton Beach    | 4        | 40            | 267           | Speedster 2-sitzig             |
| 1912 | Forty  | Clifton           | 4        | 40            | 292           | Tourenwagen 5-sitzig           |
| 1912 | Forty  | Euclid            | 4        | 40            | 292           | Torpedo 5-sitzig               |
| 1912 | Forty  | Grand Prix Bullet | 4        | 40            | 292           | Roadster 2-sitzig              |
| 1912 | Forty  | Grandin           | 4        | 40            | 292           | Tonneau 4-sitzig               |
| 1912 | Forty  | Ohio Service Car  | 4        | 40            | 292           | Lieferwagen                    |